# Петър Бонев (актьор)
Вижте пояснителната страница за други личности с името Петър Бонев.
Петър Борисов Бонев е български актьор, режисьор, фотограф и графичен дизайнер. Активно се занимава с озвучаване на реклами, филми и сериали.

## Ранен живот и кариера
Петър Бонев е роден на 16 април 1986 г. в София.
Завършва 33 езикова гимназия „Света София“ през 2005 г. и актьорско майсторство за куклен театър при професор Боньо Лунгов в НАТФИЗ „Кръстьо Сарафов“ през 2009 г. с отличие и награда за най-добър актьор на випуска. По-късно завършва и колеж „Делта“ със специалност графичен дизайн.
През 2009 г. прави театралния си дебют в „Питър Пан“ в „Столичния куклен театър“. Играе ролята на индианския вожд, а по-късно и на Питър, и участва в „Цветята на малката Ида“ във „Видинския куклен театър“.

## Кариера на озвучаващ актьор
Бонев се занимава с озвучаване на филми и сериали от март 2008 г., заедно с Иван Велчев. Първата му работа е върху игралния филм „Четирима братя“. Една от първите му роли за нахсинхронен дублаж е тази на Гас в „Роботбой“ за „Картун Нетуърк“, а първият му дублаж за голям екран е „Аз, проклетникът“.
Сред най-известните му роли са тези на Олаф в „Замръзналото кралство“, Феликс в „Разбивачът Ралф“, Маймуната в „Кунг-фу панда 2“,„Кунг-фу панда: Легенди за страхотния боец“ и „Кунг-фу панда 3“, Джак Ходжинс в „Кости“ (сезони 3 – 8), Джеръми Гилбърт и Конър Джордан в „Дневниците на вампира“, Дафи Дък в „Шоуто на Шантавите Рисунки“ и редица от появите му в късометражните анимации от поредиците „Шантавите рисунки“ и „Весели мелодии“ в дублажа на студио VMS, игрално-анимационния филм „Космически забивки: Нови легенди“ и други. След кастинг той е избран от „Уорнър Брос“ да бъде официалният глас на Дафи, Марвин Марсианеца и Таз в България.
През 2012 г. Бонев играе главната роля в радиопиесата „Плюшеното Мече“ от Майя Остоич, излъчена по Програма „Христо Ботев“ на „Българско национално радио“. Той е официалният глас на „Картун Нетуърк“ за България.
От 2013 г. Бонев работи и като режисьор на дублажи в „Александра Аудио“ и „Саунд Сити Студио“. През 2015 г. озвучава Фин в дублажа на „Междузвездни войни: Силата се пробужда“, който се излъчва по кината успоредно със субтитрираната версия.
През 2022 г. Бонев озвучава Джейк Съли (изигран от Сам Уъртингтън) в нахсинхронните дублажи на филмите „Аватар“ (дублаж на „Александра Аудио“) и „Аватар: Природата на водата“.
През 2024 г. актьорът озвучава различни персонажи във филмовата поредица „Ледена епоха“ във войсоувър дублажа на „Доли Медия Студио“ и Д-16/Мегатрон в „Трансформърс: Първият“.

## Награди и отличия
През 2014 г. е награден с почетна грамота за работата си като българския глас на Олаф в „Замръзналото кралство“ от Disney International Warsaw, Poland.
През 2017 г. е номиниран за наградата „Икар“ в категория „най-добър дублаж“ (тогава наричана „Злaтен глас“) за дублажа на Принц Грисъл в „Тролчета“, заедно с Момчил Степанов за Клон в същото заглавие и Стефан Сърчаджиев-Съра за Ам Гъл в поредицата „Хобит“. Печели Съра.
На следващата година е номиниран повторно, този път за дублажа на Олаф в „Замръзналото кралство: Коледа с Олаф“, заедно с Явор Караиванов за Ектор в „Тайната на Коко“ и Христо Узунов за Фома в „Мутра по заместване“. Наградата се присъжда на Узунов.
През 2019 г. Бонев получава трета номинация за наградата „Икар“ в категория „най-добър дублаж (актьор)“ за ролята на Гуанга в „Малката стъпка“, заедно с Иван Велчев за Джейми Фрейзър в „Друговремец“ и Здравко Методиев за Тоби в „Скорпион“. Същата година той дублира главния герой в игралната версия на филма „Аладин“.
През 2020 г. получава четвърта номинация за озвучаването на Олаф в „Замръзналото кралство 2“. Другите номинирани са Станислав Димитров за Дон Луис в „Шест сестри“ и Момчил Степанов за Кристоф в „Замръзналото кралство 2“. Наградата се връчва на Станислав Димитров.

## Радио пиеси
- „Плюшеното мече“ – Плюшеното мече

## Филмография
- „Стъклен дом“
- „Българ“
- „Трансформърс: Първият“.

## Други дейности
Петър Бонев се занимава активно и с фотография и графичен дизайн. Той също така преподава бийтбокс в Street Art Academy.
От 2010 до 2015 г. работи като актьор, фотограф и графичен дизайнер в Иван Радев Студио.